# Людина з зірки
«Людина з зірки» (англ. Starman) — американський фантастичний фільм 1984 року режисера Джона Карпентера.

## Сюжет
Космічний зонд «Вояджер-2», запущений у 1977 році, несе золотий диск із посланням миру, яке запрошує інопланетні цивілізації відвідати Землю. Зонд наближається до планети, жителі якої надсилають до Землі невелике розвідувальне судно. Замість того, щоб привітати корабель прибульців, уряд США збиває його. Зазнавши аварії в Чеквамегон-Бей, штат Вісконсин, самотній інопланетянин, схожий на сяйливу сферу, знаходить дім Дженні Гайден, яка нещодавно овдовіла. Інопланетянин використовує пасмо волосся її померлого чоловіка Скотта, щоб створити собі тіло. Дженні з жахом спостерігає за цим. Інопланетянин має з собою сім маленьких сріблястих сфер, які забезпечують йому надзвичайні здібності. Першу він використовує, щоб надіслати на рідну планету повідомлення про те, що Земля ворожа, а його космічний корабель знищено. Він домовляється про наступний сеанс зв'язку через три дні. Потім він використовує другу сферу для захисту від нападу Дженні, а третю — для створення голографічної карти Сполучених Штатів, щоб Дженні відвезла його в Аризону.
Спочатку Дженні боїться прибульця та намагається втекти. «Людина з зірки», засвоївши англійську мову з диска «Вояджера-2», вчиться спілкуватися з Дженні та запевняє її, що не нашкодить їй. Він пояснює, що якщо за три дні не досягне точки зустрічі зі своїми колегами в кратері Баррінджер в Аризоні, то помре. Дженні вчить його користуватися людськими речами, щоб він міг продовжити подорож сам. Коли він воскрешає мертвого оленя, глибоко зворушена Дженні вирішує залишитися з ним. Поліцейський стріляє й важко ранить Дженні. Щоб замаскувати втечу, «людина з зірки» врізається своїм авто в бензовоз і використовує четверту сферу, щоб захистити себе від вибуху. Він переховує Дженні в фургоні, де використовує п'яту сферу, щоб зцілити Дженні. Переконавшись, що Дженні одужає, він їде автостопом до Аризони без неї.
Дженні вдається наздогнати прибульця, поки він і його водій зупиняються на блокпосту. Знову об'єднавшись, вони разом їдуть автостопом до кратера. Потім обоє кохаються і «людина з зірки» пояснює, що Дженні завагітніла і народить сина, який фізіологічно буде клоном Скотта, але володітиме знаннями інопланетянина та виросте вчителем. «Людина з зірки» пропонує перервати вагітність, якщо Дженні захоче, але вона вирішує народити.
Директор Агентства національної безпеки Джордж Фокс дізнається, що траєкторія польоту «людини з зірки» перед тим, як його збили, пролягала до кратера Баррінджер, і домовляється, щоб армія захопила прибульця там живим чи мертвим. Вчений SETI Марк Шермін, ще один урядовець, який бере участь у справі, критикує жорсткий підхід Фокса та нагадує йому, що інопланетянин був запрошений на Землю. Приголомшений тим, що Фокс планує розітнути прибульця, Шермайн вирішує допомогти «людині з зірки» втекти.
Дорогою обоє губляться та приїжджають у Лас-Вегас. Дженні втрачає гаманець і тоді «людина з зірки» використовує свої здібності з телекінезу, щоб виграти джекпот у 500 000 доларів. Вони купують новий швидший автомобіль, щоб завершити свою подорож до Аризони. Шермайн зустрічає прибульця та попереджає його про небезпеку. «Людина з зірки» каже, що здивований тим наскільки суперечливі люди, і вважає їх унікальними. Найбільше йому подобається, що люди «проявляють найкращі якості в скрутний час». Шермайн каже шерифу, що це були не ті особи, яких шукає уряд.
Дженні та «людина з зірки» досягають кратера, де їх оточують армійські гелікоптери. Але з'являється великий сферичний космічний корабель і опускається в кратер. Дженні просить інопланетянина взяти її з собою, але той каже, що вона помре в його світі. Потім він дає їй свою останню сферу, кажучи, що їхній син знатиме, що з нею робити. Корабель відлітає.

## У ролях
| Актор               | Роль                      |
| ------------------- | ------------------------- |
| Джефф Бріджес       | прибулець                 |
| Карен Аллен         | Дженні Хайден             |
| Чарльз Мартін Сміт  | Марк Шермайн              |
| Річард Джекел       | Джордж Фокс               |
| Роберт Фален        | майор Белл                |
| Тоні Едвардс        | сержант Лемон             |
| Джон Волтер Девіс   | Бред Хейнмуллер           |
| Тед Вайт            | мисливець                 |
| Дірк Блокер         | поліцейський 1            |
| М. К. Гейні         | поліцейський 2            |
| Шон Станек          | Хотроудер                 |
| Джордж «Бак» Флауер | кухар                     |
| Русс Беннінг        | вчений                    |
| Ральф Кошам         | лейтенант морської піхоти |
| Девід Веллс         | помічник Фокса            |
| Ентоні Грумбах      | офіцер АНБ                |
| Джеймс Діт          | пілот S-61                |
| Алекс Деніелс       | помічник бензоколонки     |
| Керол Розенталь     | клієнт бензоколонки       |

| Актор           | Роль                            |
| --------------- | ------------------------------- |
| Мікі Джонс      | далекобійник                    |
| Лу Леонард      | офіціантка                      |
| Чарлі Хьюз      | водій автобуса                  |
| Байрон Воллс    | сержант поліції                 |
| Бетті Банч      | офіціантка                      |
| Віктор МакЛемор | лейтенант на пропускному пункті |
| Стівен Бреннан  | сержант на пропускному пункті   |
| Пет Лі          | дружина Брасеро                 |
| Джудіт Кім      | дівчина Баркер                  |
| Рон Колбі       | офіціант кафе                   |
| Роберт Стейн    | State Trooper                   |
| Кенні Колл      | Донні Боб                       |
| Джефф Ремсі     | мисливець 1                     |
| Джеррі Гетлін   | мисливець 2                     |
| Девід Деніелл   | Letterman                       |
| Ренді Таттон    | 2nd Letterman                   |
| Шеб Вулі        | детектив                        |
| Джон Карпентер  | людина у вертольоті             |

## Серіал
На основі фільму було створено однойменний телесеріал, який демонструвався ABC з вересня 1986 року по травень 1987. Дія серіалу відбувається через 15 років, коли «людина з зірки» повертається в подобі померлого фотожурналіста Пола Форрестера, щоб допомогти своєму синові в виконанні його місії на Землі. Скотт-молодший подорожує зі своїм батьком, пояснюючи йому як це бути людиною, допомагаючи іншим людям і тваринам. Їх намагається спинити урядовий дослідник НЛО Джордж Фокс, який вважає батька і сина загрозою для людства. Серіал завершився з потенціалом для другого сезону, але не був продовжений.